# Crossidius hurdi
Crossidius hurdi är en skalbaggsart som beskrevs av Chemsak och Linsley 1959. Crossidius hurdi ingår i släktet Crossidius och familjen långhorningar. Inga underarter finns listade i Catalogue of Life.